# Ilija Vakić

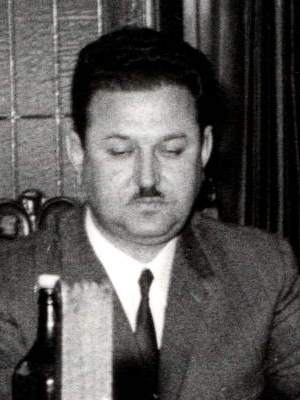
Ilija Vakić

Ilija Vakić (1932 - ) was een Joegoslavisch politicus van de partij Liga van Communisten van Kosovo (Savez Komunista Kosovo (i Metohija) (SKK)), de toen enige politieke partij van Kosovo.
Van mei 1967 tot mei 1974 was hij Voorzitter van de Uitvoerende Raad, vergelijkbaar met premier, van de Autonome Provincie Kosovo en Metohija. Zijn voorganger was Ali Shukri. Zijn opvolger, Bogoljub Nedeljković, was dat feitelijk voor Socialistische Autonome Provincie Kosovo, de naam van Kosovo tussen 1974 en 1990, nadat het meer autonomie toegekend was.